# Roland (Zug)
Roland war ein Zug der Deutschen Bundesbahn (DB), der ab 1951 eine Fernverbindung zwischen Nord- und Süddeutschland, später bis Italien, über Frankfurt (Main) Hauptbahnhof herstellte.

## Name
Der Name leitet sich vom Bremer Roland ab, dem Wahrzeichen der Stadt Bremen und seit 2004 gemeinsam mit dessen Rathaus von der UNESCO als Weltkulturerbe anerkannt.

## Geschichte
Der Roland war zunächst ein Fernschnellzug, führte die Zugnummern F43/44 und ausschließlich die (alte) 2. Klasse, nach der Klassenreform von 1956 nur die (neue) 1. Klasse. Er fuhr zunächst in der Relation Bremen–Frankfurt und zwar über die Main-Weser-Bahn. In Hannover Hauptbahnhof bestand Übergang zum Blauen Enzian. Ab dem Winterfahrplan standen ausreichend Fahrzeuge der neuen Triebwagen-Baureihe VT 085 zur Verfügung: Der Zug verkehrte nun als „FT“ und der Laufweg konnte nach Süden bis Basel SBB verlängert werden. Hier bestanden Anschlüsse in die Schweiz und nach Italien, 1961 bis 1963 fuhr der „Roland“ selbst bis Zürich. Ab 1963 fuhr der Zug als lokbespannter Wagenzug. 1967 änderten sich die Zugnummern in F 46/47, 1968 begann und endete der Laufweg des Zuges bereits in Mannheim, Reisende wurden zum Anschluss von und nach Süden auf den Trans-Europ-Express (TEE) Rheingold verwiesen. Ab Sommerfahrplan 1969 wurde der „Roland“ selbst zum TEE und verkehrte nun mit den Zugnummern TEE 78/79 von und nach Mailand. Am 26. Mai 1979 verkehrte der Zug zum letzten Mal.